# Pseudamphinotus schoutedeni
Pseudamphinotus schoutedeni är en insektsart som först beskrevs av Günther, K. 1939.  Pseudamphinotus schoutedeni ingår i släktet Pseudamphinotus och familjen torngräshoppor. Inga underarter finns listade i Catalogue of Life.